# Вулкани Камчатке
Реку Камчатку и средишњу долину којом она тече пресецају велики вулкански појасеви са око 160 вулкана, од којих су 29 активни.
Полуострво је густо испуњено вулканима и вулканским појавама, а 19 активних вулкана су укључени у 6 локација под заштитом УНЕСКО-а.
Највиши вулкан је Кључевскаја Сопка (4,750 м), највећи активни вулкан на северној полулопти, док је најупечатљивији Кронотски, чија је купа готово савршеног облика и што га по некима чини можда најлепшим вулканом на свету. Нешто доступнији су 3 вулкана који се виде из града Петропавловск Камчатскија: Корјакски, Авачински и Козелски. У средишту Камчатке је позната Долина гејзира, која је делом уништена огромним лавинама блата у јуну 2007.
Захваљујући Курилско-камчатској бразди, дубоки сеизмички догађаји и цунамији су чести. Пар изузетно јаких земљотреса, познатих под именом Земљотреси на Камчатки, догодили су се 16. октобар 1737. год. и 4. новембар 1952. год. испред обале Камчатке. Магнитуда ових потреса била је ~9.3 односно 8.2 Мс. Низ слабијих земљотреса догодио се и релативно недавно, у априлу 2006.

## Спољашне везе
- Volcanoes of Kamchatka at Natural Heritage Protection Fund
- Kamchatka – Land of Fire and Ice: Light & Shadow documentary film